# Carcinome épidermoïde
 Mise en garde médicale
Un carcinome épidermoïde ou carcinome malpighien est un carcinome développé aux dépens d'un épithélium malpighien et pouvant atteindre un épithélium malpighien, paramalpighien ou glandulaire. Ce type de cancer peut être retrouvé au niveau de plusieurs organes et s'oppose classiquement à l'adénocarcinome qui se développe aux dépens d'un épithélium glandulaire.

## Typologie

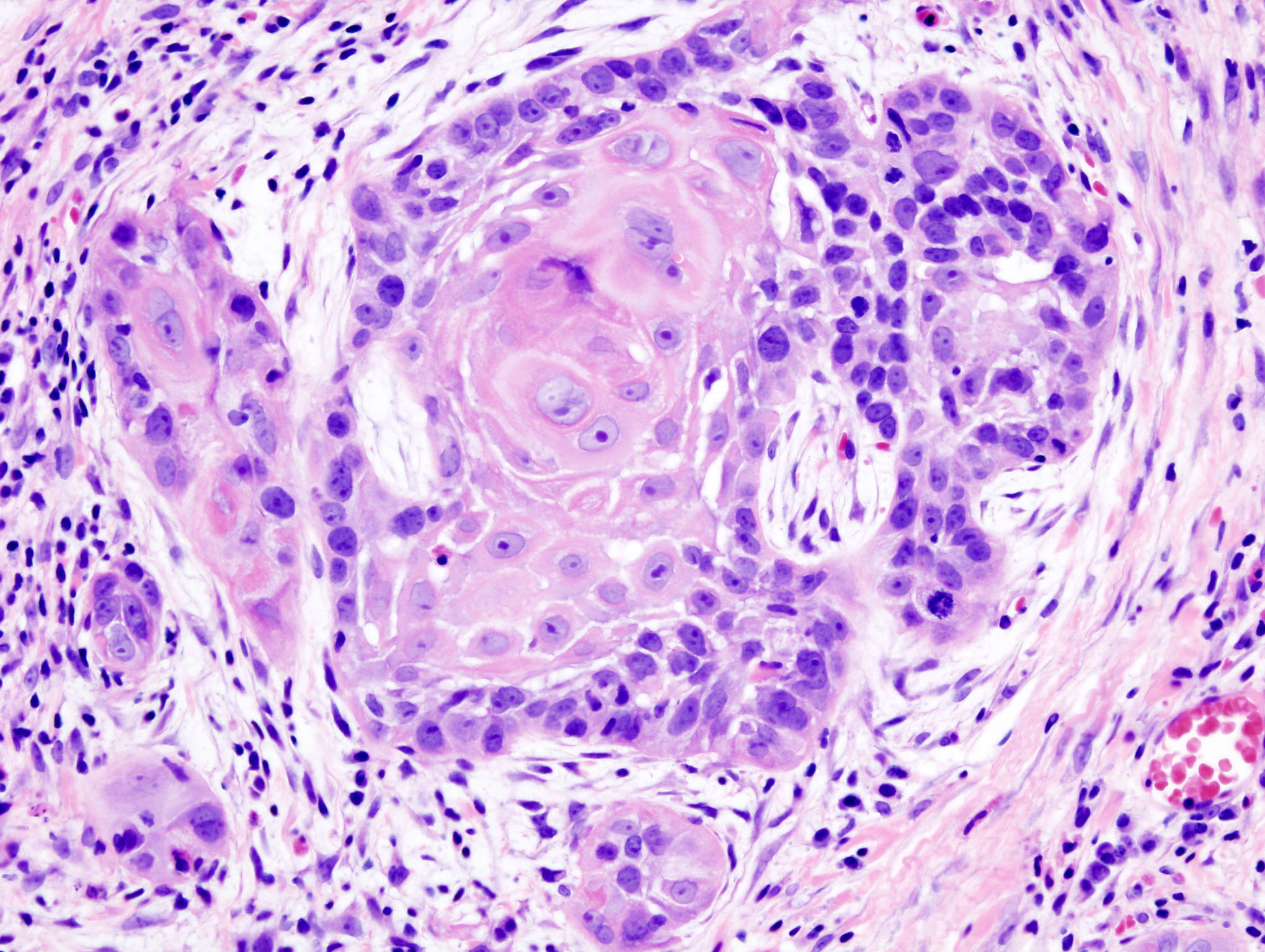
Carcinome épidermoïde invasif bien différencié. HE, x400.

En cancérologie humaine, le carcinome épidermoïde fait partie, avec le carcinome basocellulaire, des tumeurs malignes développées aux dépens d'un épithélium malpighien. Si ce dernier est spécifique à la peau, le carcinome épidermoïde peut se développer au sein d'autres organes. Ainsi, le carcinome épidermoïde peut être représenté, dans les pays occidentaux, par :
- une localisation malpighienne :
  - environ 20 % des cancers de la peau (carcinome spinocellulaire)[2] ;
  - environ 90 % des cancers ORL (bouche, gorge, larynx)[3] ;
  - environ 65 % des cancers de l'œsophage[4] ;
  - environ 85 % des cancers du col de l'utérus[5] ;
  - environ 90 % des cancers du canal anal[6] ;
  - environ 80 % des cancers du vagin[7] ;
- une localisation paramalpighienne : environ 5 % des cancers de la vessie[8] ;
- une localisation glandulaire : environ 30 % des cancers du poumon[9].

Chez les lapins domestiques, le papillome de Shope peut provoquer des carcinomes mortels. 

## Différenciation
Selon le degré de différenciation malpighienne, le carcinome épidermoïde peut-être peu, moyennement et bien différencié.